# Hanns Eisler Komponisten Forum und Hanns Eisler Aufführungspreis
Der Hanns Eisler Komponisten Forum und Hanns Eisler Aufführungspreis ist ein seit 1993 jährlich von der Hochschule für Musik „Hanns Eisler“ Berlin (HfM) zur Förderung der Komposition und Interpretation neuer zeitgenössischer Musikstücke verliehener Musikpreis. Der Preis steht in der Tradition des Hanns-Eisler-Preises der DDR.

## Über den Preis
Bis 1993 trug der Preis 20 Jahre lang den Namen Hanns-Eisler-Preis für Komposition und Interpretation zeitgenössischer Musik. Mit der Namensänderung 1993 ging die Umwandlung des Kompositionspreises in ein Komponistenforum einher, in dessen Fokus der Dialog zwischen Musikern, Komponisten, Dozenten und Experten gestellt wurde.
Von den Dozenten der Abteilung Komposition werden aus den Bewerbungen ausgewählte Kompositionen im Rahmen eines Konzertes aufgeführt. Zwei Jurys entscheiden sodann über die Preisvergabe in den Bereichen Komposition und Interpretation.
Die Jury des Kompositionspreises setzt sich aus Dozenten der Hochschule für Musik „Hanns Eisler“ Berlin, einem Vertreter der Universität der Künste Berlin und hochschulexternen Vertretern aus dem Berliner Musikleben zusammen.
Der Jury des Interpretationspreises gehören in der Regel Instrumental- und Gesangdozenten sowie Dozenten aus dem Kompositions- bzw. Theoriebereich der Hochschule für Musik „Hanns Eisler“ Berlin an.
Die Preisvergabe erfolgt nach der Entscheidung der Jurys direkt im Anschluss an das Konzert. 
Der Musikpreis ist mit einem Preisgeld in Höhe von 2.500 Euro dotiert. Vor der Namensänderung gab es eine Dotierung von 5.000 Euro.

## Preisträger
| Jahr | Preis Komposition                                                                                                  | Preis Interpretation |
| ---- | --- | --- |
| 1993 | - 1. Preis Sebastian Stier - 2. Preis Steffen Schellhase - 3. Preis Jae-Wook Kim                                   | - 1. Preis Erika Takano, Immo Schaar, David Cofré - 2. Preis Frank Gutschmidt, Sebastian Stier |
| 1994 | - 1. Preis Eun-Hwa Cho - 1. Preis Jae-Wok Kim - 2. Preis Jannis Antonopoulos                                       | - 1. Preis Frank Gutschmidt, Wolfgang Spree, Matthias Schiller, Kiichi Yotsumoto, Matthias Jann, David Yonan, Alexander Mey, Christoph Lamprecht, Sanja Radulovic, Hagen Enke - 2. Preis Stefanie Bechert, Christian Schildmann, Johanna Sigler, Stefan Stahnke, Irina Simon, Maxim Kovalevski, Wladimir Jurowski |
| 1995 | - 1. Preis Sebastian Stier - 2. Preis Péter Köszeghy                                                               | - 1. Preis Simone Heiligendorff, Stefan Stahnke, Matthias Jann, Christian Niehnes, Wladimir Jurowski - 2. Preis Susanne Bohrmann, Kay Degner - 2. Preis Gesa Harms, Gabriel Bussi, Christoph Meier, Adele Bittner - 3. Preis Alexa von Specht, Sorina Reichenbach, Ka-Young Yeo, Anja Radulovic, Frank Gutschmidt |
| 1996 | - 1. Preis Sebastian Stier - 2. Preis Matthias Jann - 2. Preis Daniel Miehe                                        | - 1. Preis Gesa Harms - Förderpreis Katharina Arend, Peter Bock, Chrysi Grenda, Thomas Herrmann, Heiner Frauendorf |
| 1997 | - 2. Preis Matthias Jann - 3. Preis Péter Kőszeghy - 3. Preis Steffen Schellhase                                   | - 1. Preis: Nicolai Abramson, Darja Albiker, Juliane Heinze, Kassian Kroemer, Ju-Yong Lee, Verena Miehe, Jenny Rost, Masahiro Sekine, Bernd Vogel - Förderpreis Iljana Göbel-Köszeghy, Minako Yamakawa, Peter Bock, Matthias Jann |
| 1998 | keine Preisträger                                                                                                  | - 4 Preise zu gleichen Teilen: Bettina Jensen, Manuel Lange, Opitz-Quartett, Jenny Rost, Nikolai Abramson, Jan Polgin Alexey Doubovikow, Andreas Weigle, Zenta Yoshiizumi, Holger Krause |
| 1999 | - 2. Preis Péter Kőszeghy - 3. Preis Taner Akyol                                                                   | - 2. Preis Zenta Yoshiizumi - 2. Preis Sophia Jaffé, Eva-Maria Forster, Inka Döring, Thomas Herrmann - Förderpreis Ewa Korolczyk |
| 2000 | - 1. Preis Johannes Maria Staud - 2. Preis Johannes Boris Borowski - 3. Preis Nikolai Zinke - 3. Preis Jong Tae Ha | - 1. Preis Adrian Pavlov - 2. Preis Nathalie de Montmollin, Masahiro Sekine, Dimitri Geller, Luigi Gaggero, Estelle Percque, Kirstin Maria Pientka, Uwe Siewert, Bernhard Barth - 3. Preis Vicente Larranaga, Andreas Jentzsch, Peter Bock, Andreas Voß, Masahiro Sekine, Alexander Glücksmann, Matthias Jann, Han-Kyou Kim, Alexej Bröse |
| 2001 | - 1. Preis Arnulf Herrmann - 2. Preis Eun-Hwa Cho - 3. Preis Clemens Nachtmann - 3. Preis Johannes Boris Borowski  | - 1. Preis Anna Shefelbine, Adrian Pavlov, Angela Jaffé, Peter Bock, Jakob Fauser, Jenny Rost, Min-Young Kim - 2. Preis Stefan Paul, Birte Päplow, Karina Korevaar, Peter Bock, Dimitri Jurowski, Bernhard Barth - 3. Preis Reimund Zell, Chien-Chien Lee, Winfried Rager, Christian Glinz |
| 2002 | - 1. Preis Eun-Hwa Cho - 2. Preis Elena Mendoza-López - 3. Preis Dmitrij Broda                                     | - 1. Preis Björn Lehmann, Martin Losert, Chatschatur Kanajan, Eron Boroviz - 1. Preis Matthias Jann, Augustin Maurs, Michael Wilhelmi, Luigi Gaggero, Elena Mendoza-López - 2. Preis Esra Ucan, Eva Abels, Miho Nishiyama, Nadim Helow, Markus Greifensteiner, Han Kyou Kim, Fabian Musick, Sinem Altan, Kiyondo Ishizaka, Hyun-Jin Kim, Jee-Hyae An, Stephanie Schempp, Adrian Stasiak, Clemens Flick |
| 2003 | - 1. Preis Johannes Boris Borowski - 2. Preis Nikolai Zinke - 3. Preis Stefan Keller                               | - 1. Preis Michael Schlabes, Nikolaus Schlierf, Hanno Koloska - 2. Preis Shizuka Sasa, Miho Nishiyama, Miguel Pèrez Inesta, Karl Nürnberg, Nikita Istomin, Sanja Fister, Johannes Hierluksch, Martin Krause, Fabian Musick, Clemens Flick - 3. Preis Apostolos Palios, Hansjacob Staemmler - 3. Preis Adrian Pavlov, Arno Waschk |
| 2004 | - 1. Preis nicht vergeben - 2. Preis: Stefan Keller - 3. Preis: Tobias Schwencke                                   | - 1. Preis: Adrian Pavlov - 2. Preis: Philipp Bohnen, Amalia Aubert, Sebastian Hartung, Seraina Seidoy, Christoph Altstaedt - 3. Preis: Carmel Raz, Amalia Aubert, Deanna Talens, Seraina Seidoy, Adi Malka, Lavinia Whitaker, Hanno Pilz, Dana Gordon-Huldai, Stefan Keller - Förderpreis Interpretation: Helena Köhne |
| 2005 | - 1. Preis Stefan Keller - 2. Preis Adrian Pavlov - 2. Preis Eres Holz                                             | - 1. Preis nicht vergeben - 2. Preis Anna Prohaska - 2. Preis Szu-Wen Chen, Annedore Wienert, Miguel Pérez Iñesta, Adi Sharon, Semion Burda, Ewa Korolczyk, Hjörleifur Jonsson, Alina Gropper, Daniela Gubatz, Olga Hansen, Leonard Straumer, Masayuki Carvalho |
| 2006 | - 1. Preis Stefan Keller - 2. Preis Genoël Rühle - 2. Preis Torsten Philipp Herrmann - 3. Preis Eun-Hwa Cho        | - 1. Preis María José Belotto Córdoba, Miguel Pérez Iñesta, Clemens Hund-Göschel, Emmanuelle Bernard, Teresa Schwamm, Pere Carrascosa, Stefan Keller - 2. Preis Elizaveta Ivanova, Jacek Mielczarek, Ronan Estima Moris, Fabian Koch, Anna Puig Torné, Dina Bolshakova, Adrian Pavlov, Hjörleifur Jonsson, Masayuki Carvalho - 3. Preis Laure Mourot, Yi Cheng, Andrei Lakisov, Johannes Steber, Daniel Moy, Hjörleifur Jonsson, Daniel Eichholz, Adrian Pavlov, Ulrich Mertin, Andreas Voss, Premil Petrovic                              |
| 2007 | - 2. Preis Sarah Nemtsov - 2. Preis Martin Grütter - 3. Preis Adrian Pavlov - 3. Preis Stefan Keller               | - 1. Preis Ensemble Grütter - 2. Preis Ulrich Mertin - 3. Preis Ensemble Maintz - Sonderpreis für die Interpretation ihres eigenen Werkes Sarah Nemtsov |
| 2008 | - 1. Preis Genoël Rühle - 2. Preis Eres Holz - 3. Preis Filip Caranica                                             | - 1. Preis Alexej Gerassimez, Miguel Pérez Iñesta, Emmanuelle Bernard, Rahel Bader, Clemens Hund-Göschel - 2. Preis Peter-Philipp Staemmler - 3. Preis Anita Wälti, Ludger Starke, Matthew Brown, Tatjana Beyer |
| 2009 | - 2. Preis Antoine Daurat - 3. Preis Filip Caranica - 3. Preis Peng Yin                                            | - 1. Preis Shiho Suseki, Matthew Brown, Jens Inge Strømsnes, Johannes Pennetzdorfer, Dina Bolshakova, Lukas Böhm, Antonia Sachse, Adrian Pavlov - 2. Preis Guillaume Faraut, Johannes Pennetzdorfer, Mathilde Leleu, Vasyl Boretskyy, Jens Inge Strømsnes, Daniela Musca - 3. Preis Guillaume Faraut, Johannes Pennetzdorfer, Missa Kang, Florencia Fogliati, Meriel Price, Robert Neffe, Clemens Hund-Göschel, Adrian Pavlov |
| 2010 | - 1. Preis Torsten Herrmann - 2. Preis Eres Holz - 2. Preis Iñigo Giner Miranda                                    | - 1. Preis Liam Mallet, Miguel Pérez Iñesta, Julia Rarisch, Clemens Hund-Göschel, Lucie Delhaye, Adrian Pavlov - 2. Preis Ainhoa Miranda, Chatschatur Kanajan, Iñigo Giner Miranda - 2. Preis Chloé l´Abbé, Liam Mallet, Ha Un Park, Martin Möhler, Vasyl Boretskyy, Florencia Fogliati, Susanne Schmid, Alvaro Artunedo, Hyeok Choi, Yosuke Kurihara, Alexandros Giovanos, Stefan Kellner, Bernhard Stahl, Alba Gentili-Tedeschi, Karim Mohammed, Elia Kaden, Sara Kim, Missa Kang, Yann Merker, Miho Kosugi, Erdinc Komsu, Adrian Pavlov |